# 大中华佛国
大中华佛国是1947年—1953年在湖南、江西等地，以三期普渡组织首领石顶武（1917年—1953年）为首成立的一个秘密结社政权。

## 三期普渡
清朝光绪年间，湖南湘潭县排头岭有自称“燃灯古佛”再世的石振顺，开创三期普渡道教，并在湘乡设立佛坛，请人编写《三期普渡历史大概十五章》，作为入道必读的经书。并宣称如若入道，能够使人在生时免除一切灾难，死后可入天界仙游。遂吸收众多渴望消灾除难的人入道。石振顺死后，其子石怀珍继承其父的衣钵成为道主，自称“顶盘老祖”转世。石怀珍死后，再由其子石顶武接替成为道主，号称“普衡法渡主”，使三期普渡进入全盛时期。
石顶武从17岁起就加入国民党，曾任国民党湘潭县县党部、二区区党部宣传委员和直属区分部书记。还曾参加过中统特务组织，并任中统外围组织“中国文化社湘潭分社”社长。石顶武在担任三期普渡组织负责人后，是道内统治机关“威武宫”的最高统帅，掌握佛印，有升、降、贬、赏佛职权。他制定的道规，不许任何人违反，否则即以违背天命论处。“威武宫”下设五宫，五宫的之首称“坛主”，坛主可指派“经手”，经手又是掌管一个县或一个地区的负责人。
石顶武在湘潭十八总原头庵建立“普渡积善堂”，并在道徒中宣称，袁世凯只当83天皇帝，是命中注定，而他当皇帝则是上天的旨意。石顶武还凭借其在国民党内担任要员的身份便利，与国民党进行合作。并将军统特务组长、国民党军团长、湘赣鄂边区反共自卫救国军司令陈德炎拉入教内，勒封佛位仅次于自己的“无上王佛”，以求得国民党军队和特务两大系统的支持；接着又指使其党羽“无上王佛”张启方，邀请国民党军政部长欧阳礼、湖南省主席赵恒惕、国民党军事委员会委员李况生，《大众报》社长赵紫屏以及军官欧阳杰等到长沙专程商议三期普渡的发展事宜，引起了赵恒惕的高度重视，赵在研讨会上当即亲笔书写“埋头苦干”，赠三期普渡以资鼓励。并且派省保安团团长亲赴湘潭与石顶武、张启方等协商，将以省政府和省保安团名义颁发的“慈善机关，严禁驻兵”的布告悬挂于三期普渡总宫普渡慈善堂门口。接着又通过中统特务领导人韩中巨打通长沙市和湘潭县政府的关节，以三期普渡易名的普渡慈善堂的名义到长沙市、湘潭县两级党部、政府登记备案。石顶武还曾通过贿赂《大公报》社长张平子，使该报曾刊登过颂扬三期普渡的文章。
由于获得从省、市到县、从国民党到军队、特务组织等各级官员的大力支持，石顶武遂借机大肆扩展其会道门组织，将三期普渡的势力由湘潭延伸至长沙、株洲及其它城市。石顶武袭位担任三期普渡的“宏教佛王”、“普渡衡主”后，即在长沙、株洲分别设立了“收原宫”和“宣化宫”，重新勒封成恕、陈泰来、彭良骥、张启方、宾书编为五宫之主。并明确王宫隶属于普渡慈善堂，使三期普渡的组织更趋完善。为了扩充势力，蒙哄欺骗愚弄群众加入其道，石顶武及其党羽编纂数套迷信邪说理论，模仿古人手笔，起草“迷律”一百本分发各宫和主要骨干成员，作为三期普渡的道义，广为宣传。不少迷信思想深重的群众，为了免遭劫难，纷纷拿出钱财加入其道，甚至致使一些人倾家荡产；一些已经入道的所谓“原人”为了能勒封为王佛，不惜筹措数十两、甚至上百、几百两银钱参加“练水班”。石顶武遂迅速扩充了其组织，而且还收敛了大批财产。 
在石顶武担任道首不到4年的时间里，其组织和道徒由过去的湘潭向湘乡、长沙、宁乡、望城、浏阳、株洲、醴陵、攸县、茶陵、湘阴、平江、益阳、衡阳、衡山、安徽的安化和江西的萍乡、万载、铜鼓等数省20余个市县发展，道徒发展到近3万人。其中湘潭县遍布到了全县的17个区和石潭、易俗河、三门3个镇。仅其分支机构“演化坛”在石潭、花石、射埠、中路铺、易俗河一带便有3000余人。

## 正式成立
1943年，石顶武将最忠实的道徒编成以“辅弼”为领队的15个班，所谓左辅右弼，就是拥戴其做皇帝之意。这15个班的人，均是由石顶武亲自掌握教练，并赐“水”，受过一定训练的道徒。在石顶武的授意下，其党羽张启方等在道内大肆宣扬，“石顶武乃真命天子出世，天下就要太平，将来归佛家（即三期普渡）掌管天下，妖王绝迹，万国来朝”，并称石顶武是“武王”。1947年冬，石顶武趁其在长沙市办“阴超”之机，多次与陈德炎、张启方等密谋建国组军问题，并正式定国名为“大中华佛国”，尊石顶武为皇帝。 “佛国”和“佛国军总司令部”暂设湘潭。
1947年，石顶武宣告大中华佛国成立，自称是佛国的皇帝，正式登基称帝。并制“黄杏佛旗”为国旗，分封左丞相王裕契，右丞相陈太来，保驾将军屈照白，军师张启方等人。同时，还组建“大中华佛国护国军”，简称“佛国军”，封陈德炎为总司令，石顶武之弟石克钧为副总司令。各县根据人数的多少，设总队、大队、中队、分队和班。兵源即三期普渡道徒，适当接收地方上的一些地痞、流氓和基层政权的骨干成员参加，实施军事、政治和特种训练。并确定了军旗、番号、肩章、帽徽等标志。为了加强“佛国军”的军事装备，还特别购置了一批枪支弹药。
石顶武还在湘潭排头乡新建了共有160多间房屋，占地1万多平方米的皇宫，皇宫内除皇后外，还有妃子3人，女工10人、男工30人，并豢养了一支皇家卫队。宫殿四周围墙耸立，院内石佛、石马、石狮左右排立，宫前院后，布有碉堡，由皇家卫队轮流站岗。距皇宫100多华里的湘潭市原头庵，是石顶武坐殿称帝、接受朝拜的地方，亦是其军事指挥机关。每年的农历正月、五月、十二月，即石顶武的祖父、父亲和自己生辰的这几个月，都要于庵内举行“仙佛寿期”集会，简称“仙佛会”。届时石顶武头戴冲天皇冠，身穿镶金龙袍，坐殿称帝，接受信徒跪拜。信徒们三呼万岁，并求皇爷保平安、升佛级。每做一次“仙佛会”，可赚取上万块光洋。

## 覆灭
1949年8月，解放军攻占湘潭后，石顶武仍负隅顽抗。首先与陈德炎策划，由陈德炎出面，流窜到中路铺、易俗河一带，组织“湘鄂赣边区人民反共自卫救国军”，图谋攻打区政府，继而上山打游击，坚持用武力与政府对抗，但被湘潭县公安机关发现，及时破案将组织摧毁，未能得逞。后石顶武又潜回老家排头岭，指挥和操纵几个地痞和三期普渡道徒，成立假农会，妄图打入基层政权内部，亦未能得逞。此后石顶武又往来于长沙、株洲、醴陵和浏阳之间，以“乩批”作“圣谕”，进行秘密串联，指挥活动。又指使其党羽成恕书写散发反动传单，诋毁共产党的政策，并广泛宣扬解放军是红军，只能红得一时，到了七月初七日，黑风黑一下就要把解放军全部收掉等。”并散布谣言称：“蒋介石的军队已在福州登陆，上海被炸得稀烂，国民党即将打回来。”并告诫其党羽要“存善心”、不要“生恶念”，等到“寅印二年春”，就能“见到太平君。”到那时“佛国一光辉，你们这些“无量王佛”比县长要大，“无上王佛”比省长要大”等。
1952年冬，湘潭根据中共中央和中共湖南省委的部署，掀起了以取缔反动会道门、打击会道门反动头目为主要目标的第二期镇反高潮。湘潭地市、县两级公安机关先后抽调100余名公安干警下到该县，指挥和参加取缔工作。随着取缔反动会道门运动的开展，以及群众政治觉悟的提高，石顶武的罪行和逃亡潜伏线索被揭发出来。湘潭地区行署公安处采取内线侦察与发动群众相结合的办法，于石顶武与其皇后企图通过忠实道首逃往海外之际将其抓获，并缴获隐藏在醴陵、浏阳、湘潭三地的长短枪一批，手摇式发报机一台。其中从石顶武藏匿处查获手枪3支、捷克式轻机枪一挺、长枪16支，子弹2000余发；从陈德炎藏匿处查获手枪一支、手摇式发报机一台；从成恕藏匿处查获手枪2支。此外还查获皇帝玉玺一颗，冲天皇冠一顶，龙袍一件，皇后穿戴的凤冠霞帔一件，另有光洋、黄金及反动经书、乩批等大量证据。1953年冬，石顶武在湘潭县易俗河镇召开的1万多人参加的公判处理大会上被执行枪决。

## 复辟重建
大部分三期普渡的普通道徒在向政府写下保证书，登记退道后被从轻处治。部分三期普渡残余分子趁机潜伏下来，伺机图谋复国。1980年代初期，部份三期普渡残余分子拥立石顶武之子石金鑫为帝，重建大中华佛国，旋即遭到镇压。